# Chevrolet TrailBlazer (позашляховик)
Chevrolet TrailBlazer — середньорозмірний рамний позашляховик на базі вантажівки, що випускається підрозділом General Motors Chevrolet з 2001 року.

## Версія Blazer (1999-2001)

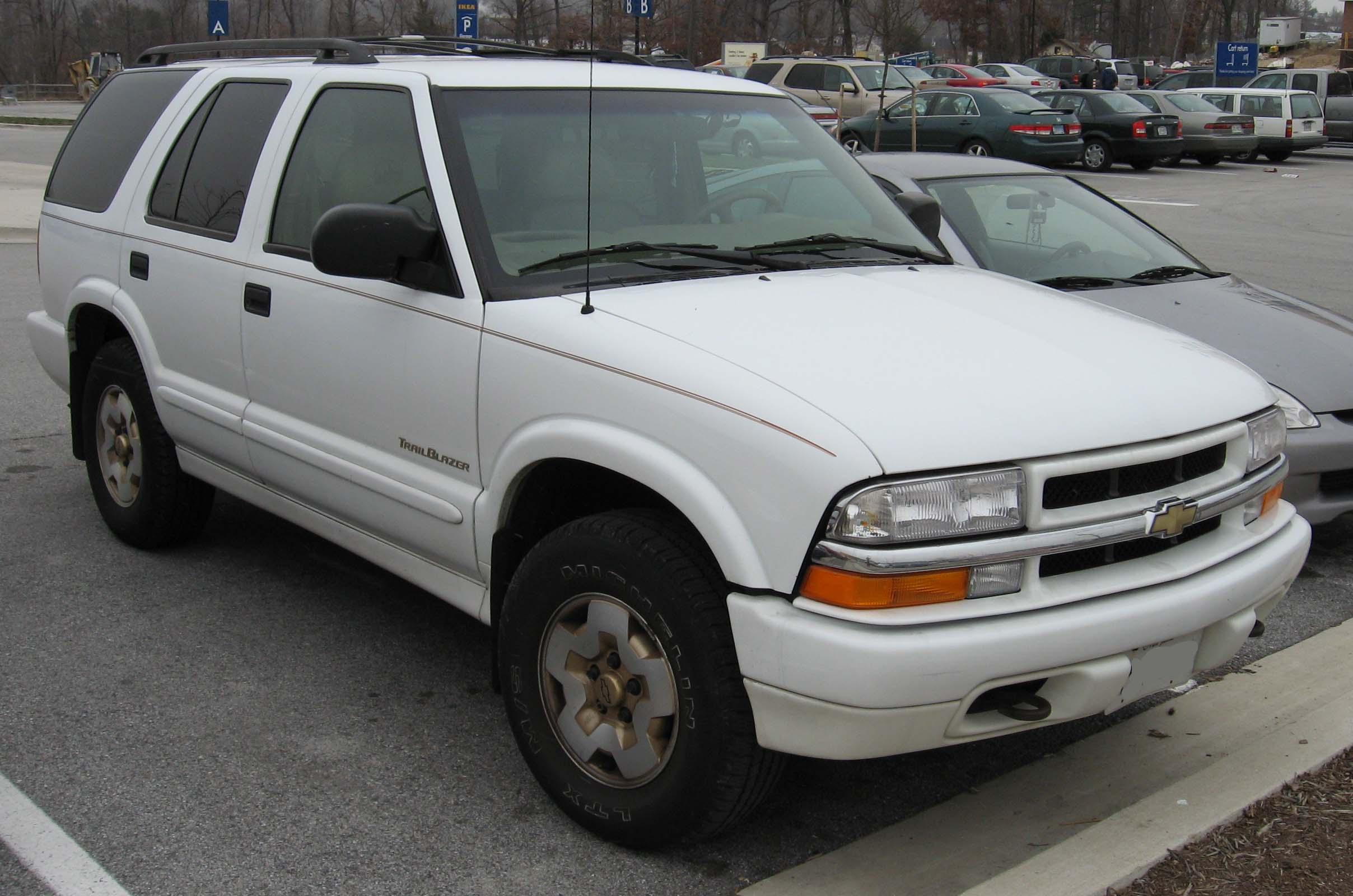
Chevrolet TrailBlazer (1999-2001)

Під ім'ям TrailBlazer з 1999 по 2001 рік випускався п'ятидверний Chevrolet Blazer, що був вищою комплектацією звичайної версії.

### Двигун
- 1999-2001 - 4,3 л Vortec 4300 L35 V6, CSFI, 190 к.с. (142 кВт) 339 Нм

## Перше покоління (2001-2008)

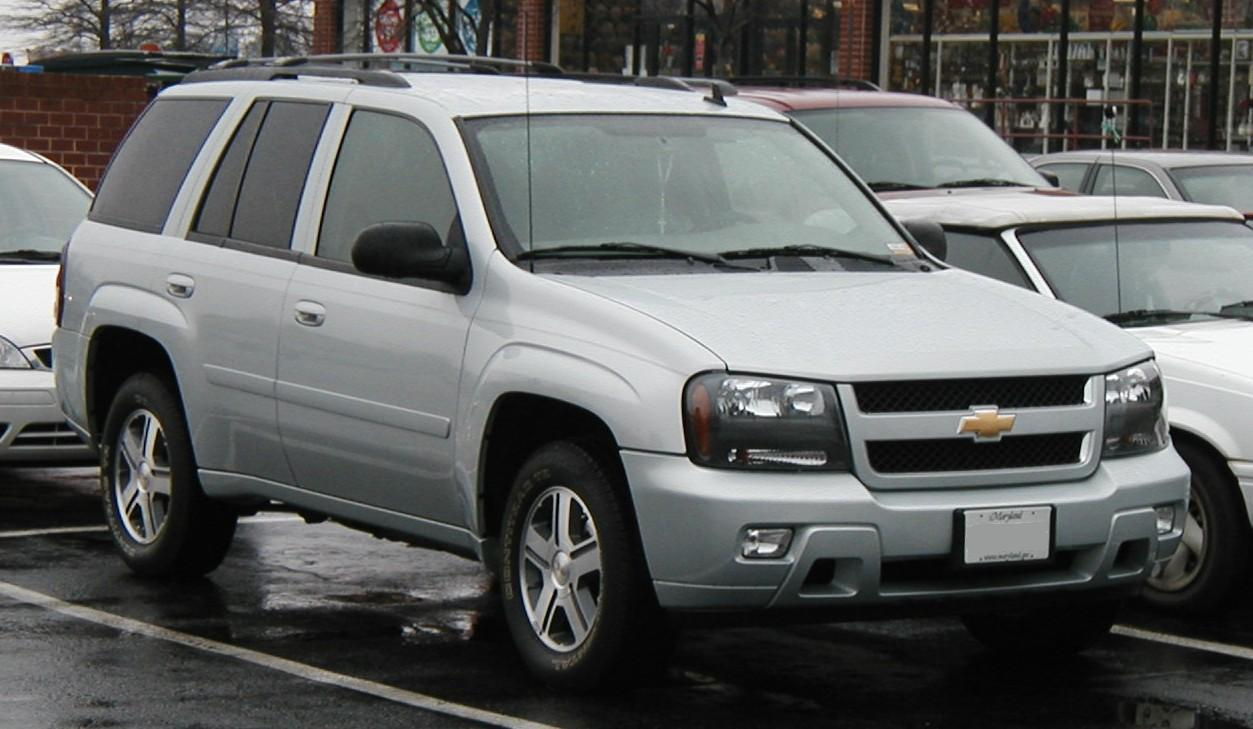
Chevrolet TrailBlazer І (2001-2008)

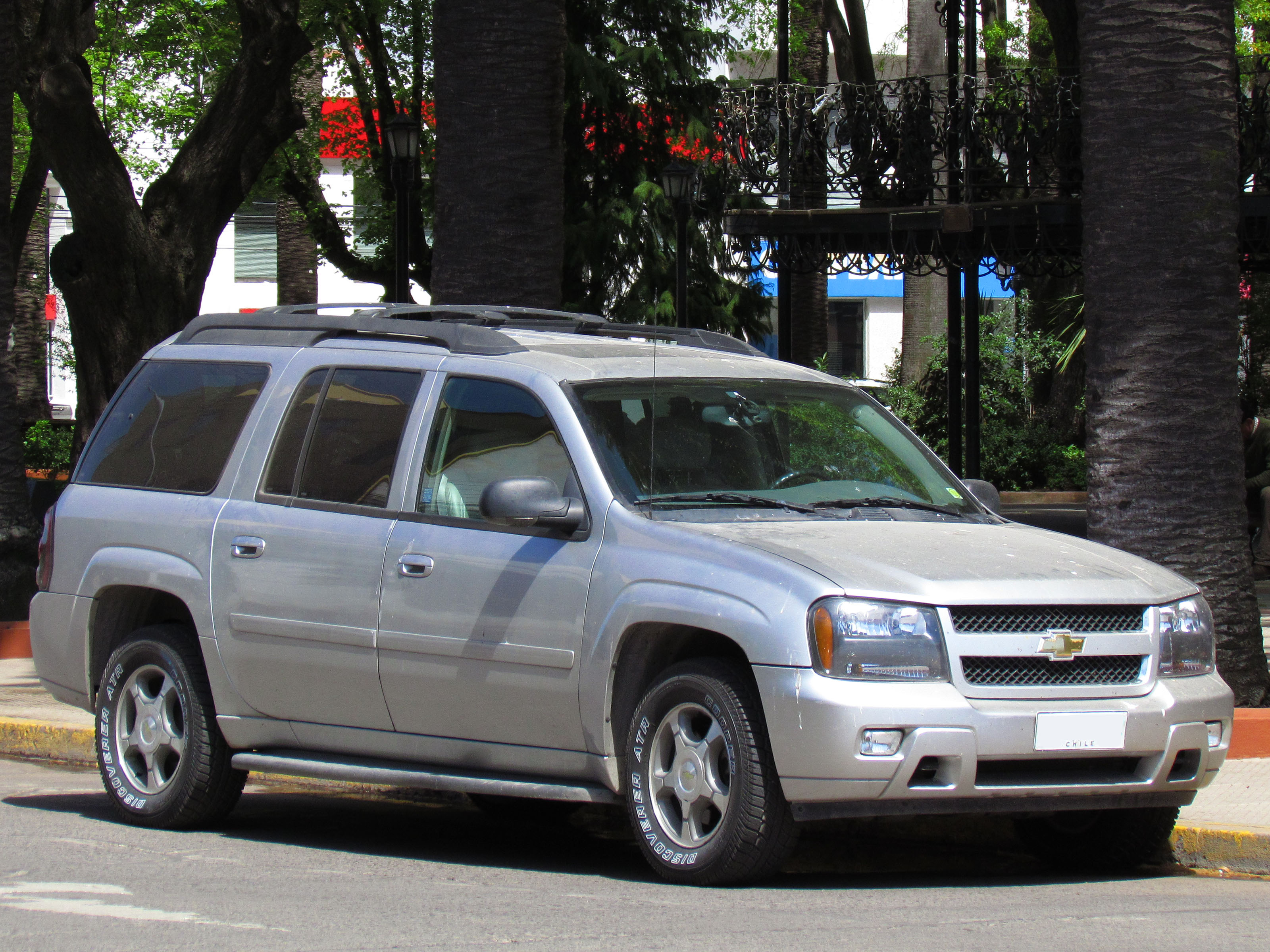
Chevrolet TrailBlazer EXT (2003-2006)

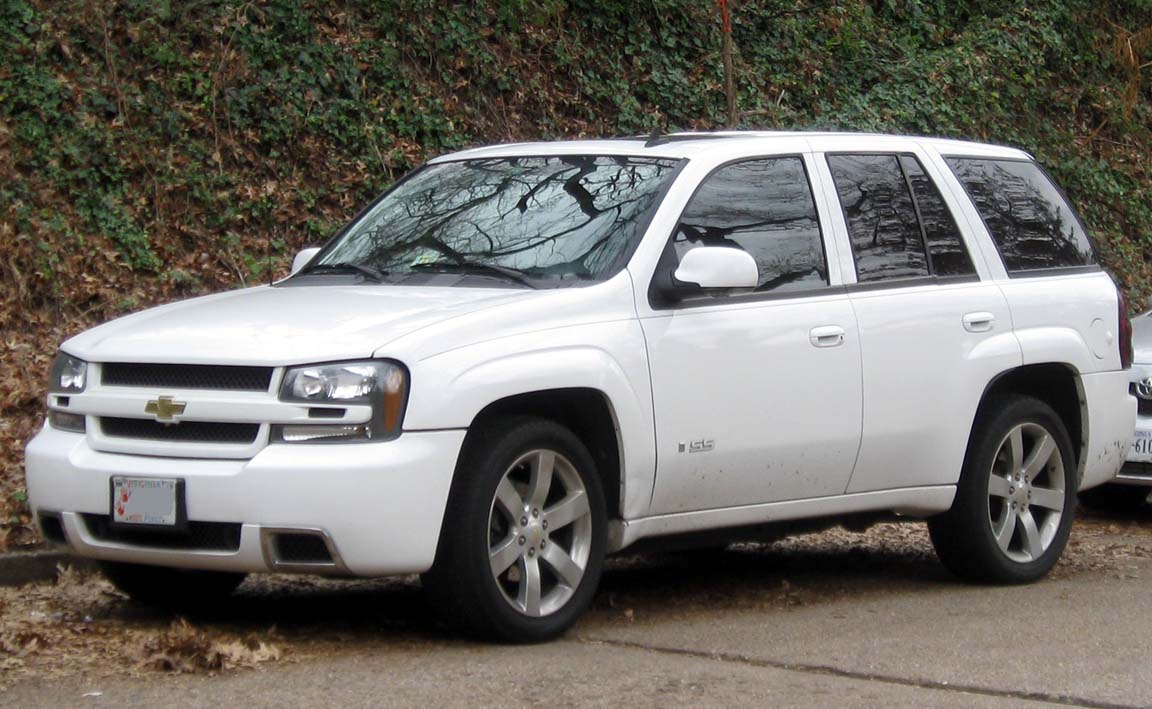
Chevrolet TrailBlazer SS

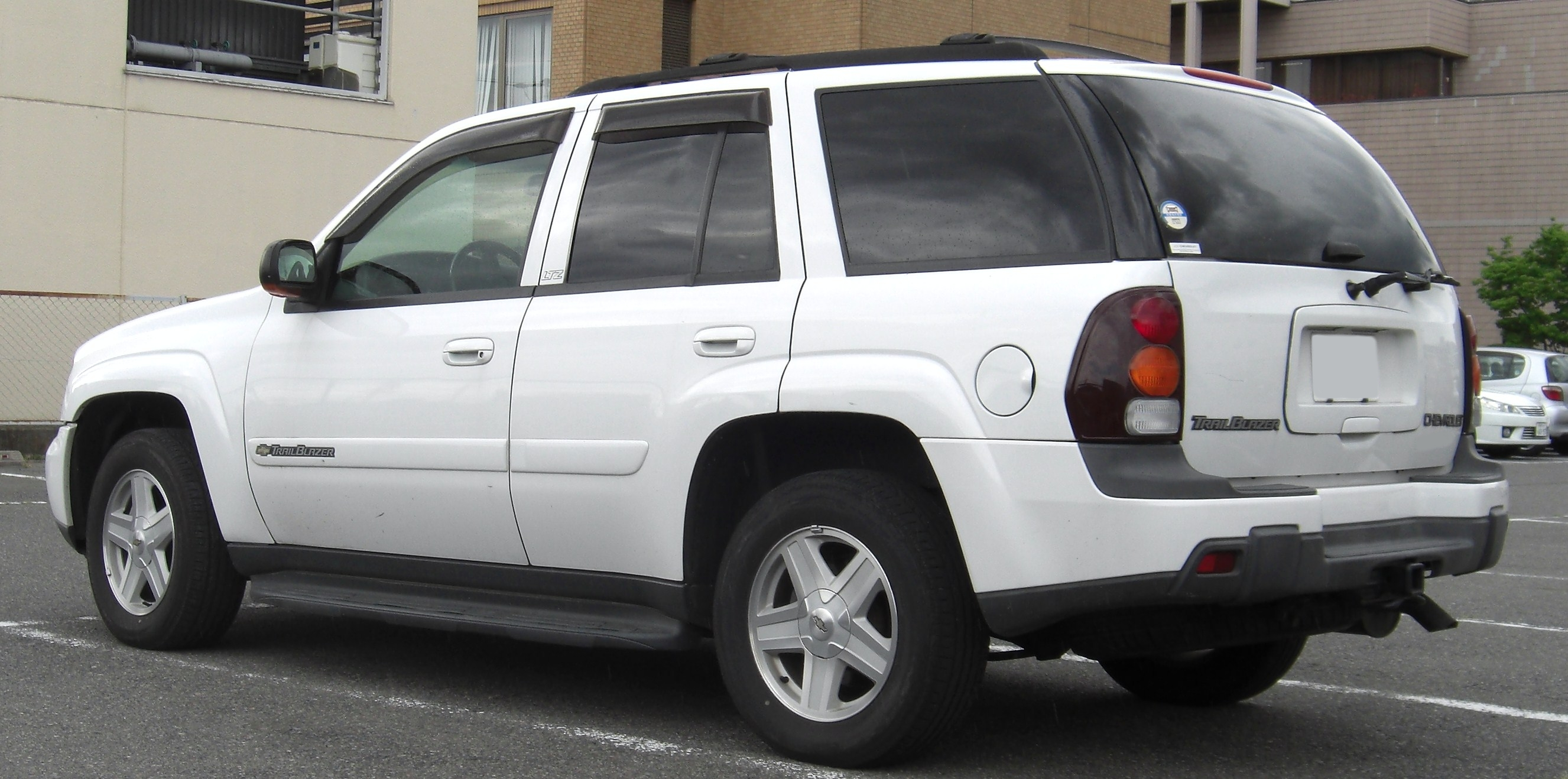

Перше покоління Chevrolet TrailBlazer виготовлялось з 2001 по 2008 рік. TrailBlazer замінив п'ятидверний Chevrolet Blazer. Після припинення випуску TrailBlazer в США почала випускатися повнорозмірна модель з несучим кузовом Traverse.
Перше покоління базувалося на вантажній рамній платформі GMT360. Він мав повний привід з режимами «4 High» та «4 Low» і блокуванням заднього диференціала G80 (у комплектації SS був повний привід і блокування G86). Старша комплектація LT, в порівнянні зі стандартною LS, мала поліпшені інтер'єр і звукову систему, литі диски, гальма на 4 колеса і стандартний пакет для буксирування. В кінці 2005 - початку 2006 року TrailBlazer отримав оновлення, а саме нові приладову панель і інтер'єр, однак оновлення отримала лише версія LT, в той час як LS мала інтер'єр 2001-2005 років. Версія SS отримала також невеликі зміни спереду і ззаду, а також бічні спідниці. У 2005 році на TrailBlazer почали ставити систему ESP.

### TrailBlazer EXT
У 2003 році з'явилася подовжена версія Chevrolet TrailBlazer EXT, що мала 3 ряди сидінь і 7 місць для сидіння, відповідно, були збільшені довжина (на 406 мм) і висота, збільшення якої було замасковано рейлингами на даху. EXT виготовлялася на фабриці в Оклахомі до лютого 2006 року, коли фабрика закрилася і виробництво було завершено. Подовжену версію можна було відрізнити від звичайної версії квадратними задніми дверима (у звичайній версії кут був обрізаний для колісних арок).

### TrailBlazer SS
У 2006 році з'явилася версія Chevrolet TrailBlazer SS, перший спортивний позашляховик Chevrolet. Він оснащувався 6.0-літровим двигуном V8 потужністю 401 к.с. від шостого покоління Chevrolet Corvette. Вперше він був показаний на автосалоні в Чикаго 2003 року. Автомобіль був одним з найшвидших спортивних позашляховиків США.

### Двигуни
- 2002-2009 LL8 4.2 л Р6 295 к.с.
- 2003-2004 LM4 5.3 л V8 306 к.с.
- 2005-2009 LH6 5.3 л V8 300 к.с.
- 2006-2009 LS2 6.0 л V8 401 к.с.

### Продажі в США
| Календарний рік | Продажі в США |
| --------------- | ------------- |
| 2001            | 115,103       |
| 2002            | 249,568       |
| 2003            | 261,334       |
| 2004            | 283,484       |
| 2005            | 244,150       |
| 2006            | 178,493       |
| 2007            | 151,985       |
| 2008            | 119,905       |
| 2009            | 22,287        |

## Друге покоління (з 2012)

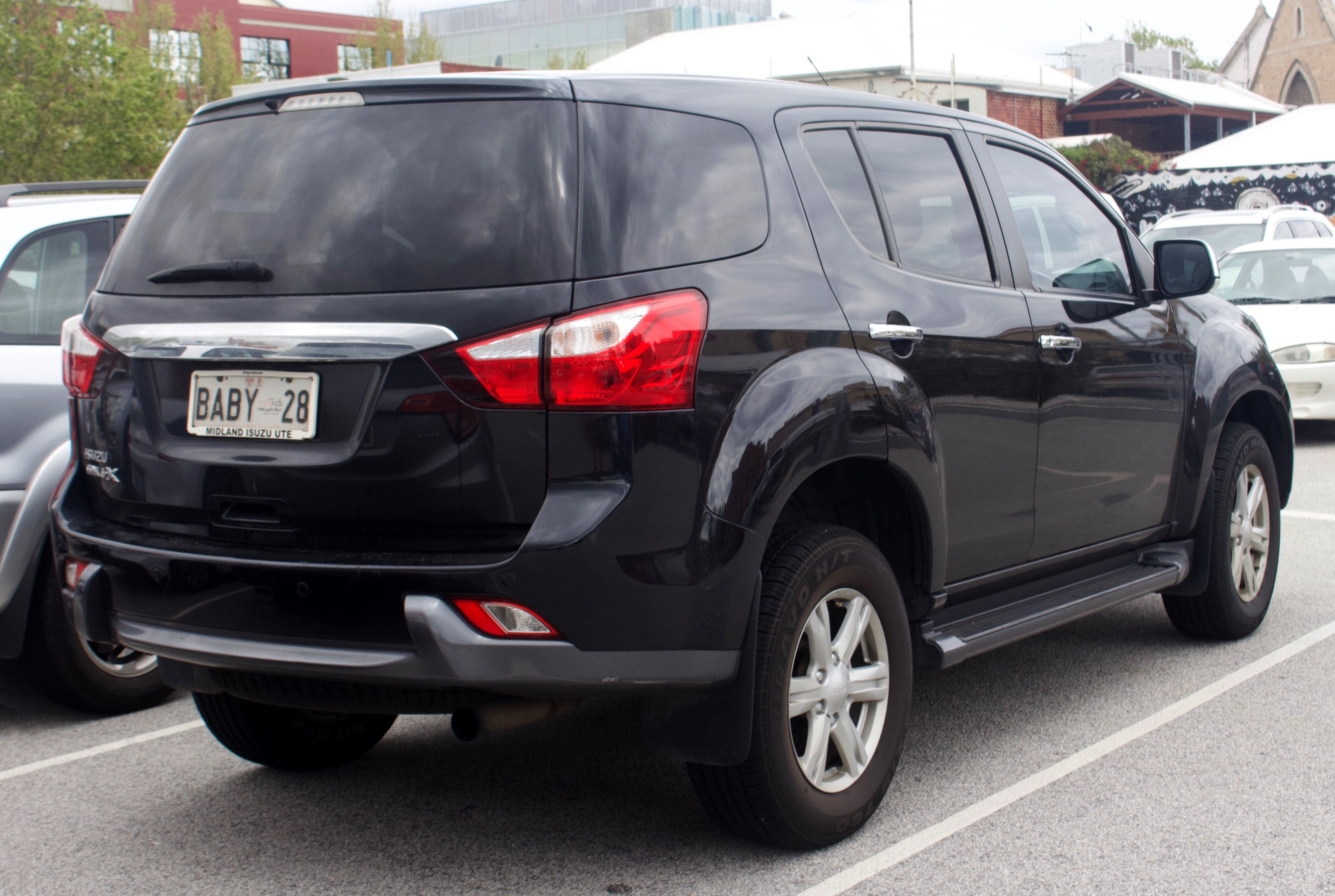
Isuzu MU-X (з 2013)

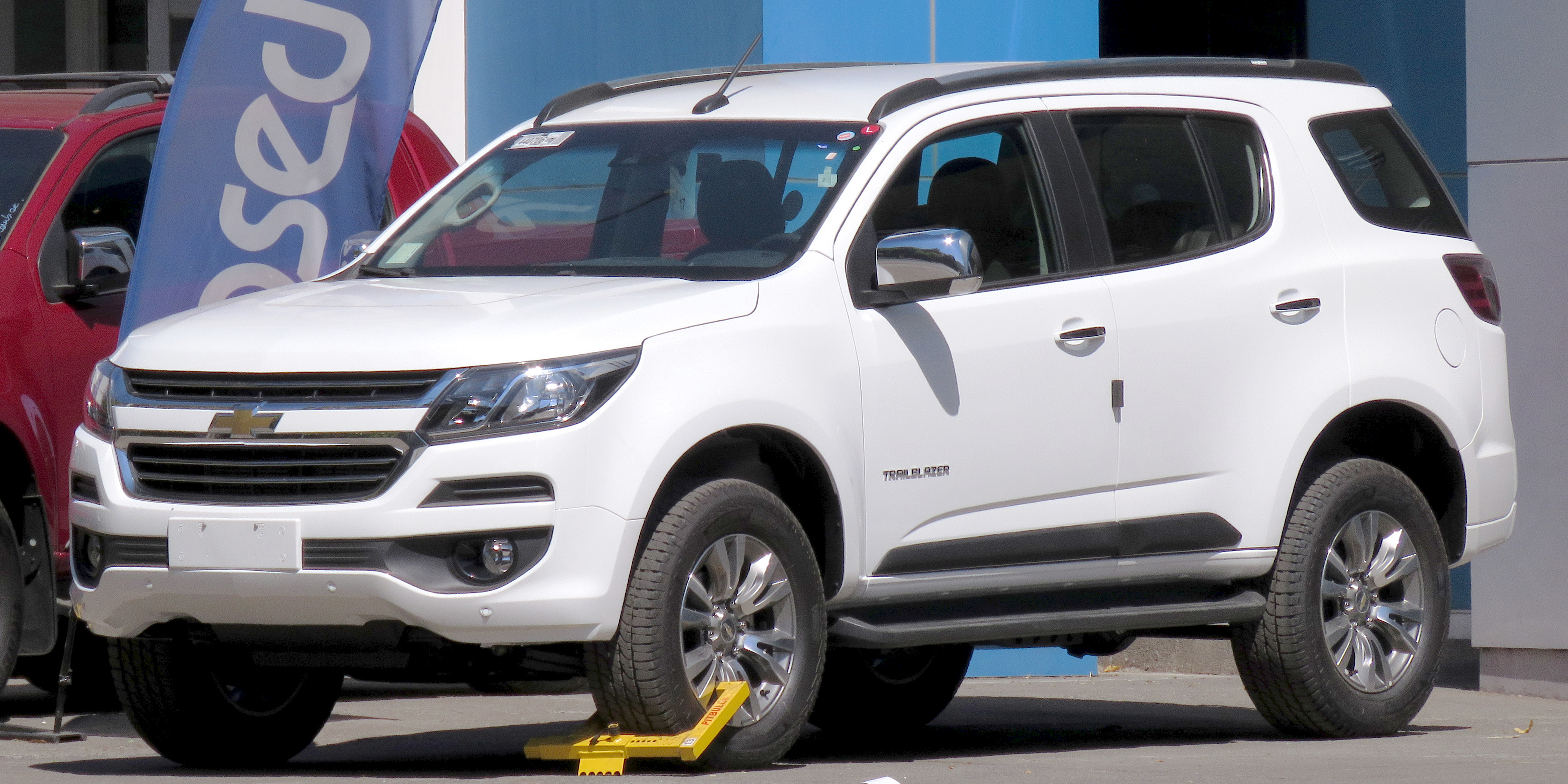
Chevrolet Trailblazer (з 2016)

В 2012 році на автосалоні в Дубаї представили Chevrolet TrailBlazer другого покоління збудованого на основі пікапа Isuzu D-Max, що не має нічого спільного з першим поколінням і не поставляється до США - країни, що була головним ринком збуту першої генерації автомобіля. На деяких ринках продається під назвою Holden Colorado 7 і Isuzu Mu-X. Автомобіль отримав дизельні двигуни Duramax 2,5 л, 150 к.с. (110 кВт) 350 Нм і Duramax 2,8 л, 180 к.с. (132 кВт) 470 Нм. Для Бразилії, Південної Африки та Саудівської Аравії пропонується бензиновий двигун 3.6 V6 24V 239 к.с. (на бразильському ринку,  версія 2015 року має 277 к.с.) (179 кВт) 360 Нм.
У 2016 році на Бангкокському автосалоні представлений оновлений Trailblazer у матовій фарбі. Автомобіль створений відповідно до сучасного дизайнерського напрямку Chevrolet. Автомобіль отримав Duramax 2 Diesel LWN (VM Motori A 428) об'ємом 2,8 л потужністю 200 к.с., крутним моментом 500 Нм.
Позашляховик Trailblazer постачається з двозонним кондиціонуванням повітря, антиблокувальною гальмівною системою, електричним контролем стабільності, підсвіткою дверного порогу, функцією дистанційного відкривання дверей багажного відділення, AM/FM стерео системою з CD, двірником заднього вікна, алюмінієвими дисками, функцією дистанційного відкривання гаража, водійським сидінням з вісьмома режимами налаштування та інформаційно-розважальним центром для водія.

### Двигуни
- 3.6 V6 24V 239 к.с.
- 2.5 Diesel 150/163/180 к.с.
- 2.8 VGT Diesel 180 к.с.
- 2.8 Duramax 2 Diesel 200 к.с.

### Продажі
| рік  | США    | Канада | Пд. Корея | Китай |
| ---- | ------ | ------ | --------- | ----- |
| 2019 |        |        |           | 3,673 |
| 2020 | 34,292 | 2,487  | 20,887    | 5,460 |
| 2021 | 90,163 | 7,643  | 18,286    | 555   |